# Löwenzahnspinner
Der Löwenzahnspinner (Lemonia taraxaci), auch Löwenzahn-Wiesenspinner, ist ein Schmetterling aus der Familie der Wiesenspinner und neben dem Habichtskrautspinner (Lemonia dumi) der einzige Vertreter dieser Familie in Mitteleuropa.

## Merkmale
Die Flügelspannweite der Falter variiert zwischen 45 und 65 Millimetern. Die Männchen sind kleiner als die Weibchen. Der Körper ist stark behaart, am Kopf von kräftig braungelber und am Hinterleib von schwarzer Farbe. Die Flügel sind einfarbig mattgelb gefärbt. beim Weibchen heller. Nur die Männchen zeigen auf den Vorderflügeln einen sehr kleinen schwarzen Diskoidalfleck. Die Fühler sind beim Männchen lang und dicht gekämmt, beim Weibchen kurz gekämmt. Die Raupen werden bis zu 70 Millimeter lang, sind von dunkelbrauner Farbe mit großen schwarzen Flecken an jedem Segment zu beiden Seiten und gelbbraun behaart.

## Vorkommen

Verbreitung des Löwenzahnspinners in Europa

Die Art kommt im südlichen Mitteleuropa, darunter auch in Süd- und Mitteldeutschland sehr lokal und selten vor, bevorzugt auf trockenen, sonnigen Wiesen und Hängen. Im Mittelmeerraum und im Mittleren Osten ist die Art stellenweise häufiger anzutreffen.

## Lebensweise
Die Männchen fliegen am Tage auf der Suche nach den Weibchen. Der Flug findet bevorzugt bei Sonnenschein über offenen, trockenen Wiesen statt und ist sehr schnell und unstet. Die Weibchen sitzen tagsüber nahe am Boden und senden Pheromone aus, um die Männchen anzulocken. Die Lebensdauer der Imagines ist sehr kurz, da sie wegen des Fehlens eines Saugrüssels keine Nahrung zu sich nehmen können.

### Flug- und Raupenzeiten
Die Löwenzahnspinner fliegen überwiegend von August bis Oktober. Die Raupen leben von Mai bis Juli.

### Nahrung der Raupen
Die Raupen ernähren sich hauptsächlich von den Blättern von Habichtskraut und Löwenzahn.

## Gefährdung und Schutz
Die Art gilt als stark gefährdet und ist in Kategorie 1 der Roten Liste gefährdeter Arten der BRD eingestuft.